# Самойлов, Виталий Олегович
Вита́лий Оле́гович Само́йлов (укр. Віталій Олегович Самойлов; род. 1 марта 1975, Киев) — украинский футболист, полузащитник.

## Карьера
Воспитанник киевского «Динамо». В 1990-х годах в основном выступал за вторую команду «Динамо» и полтавскую «Ворсклу». В 1999 году на правах аренды выступал за российский ФК «Балтика».
С 2000 по 2003 год выступал за ФК «Сокол». Вторую часть сезона 2003 тренировался со второй командой саратовцев, выступающей во Второй лиге. Так как Самойлов являлся легионером, то он не имел права играть во Второй лиге, поэтому рискуя, принял участие в восьми домашних матчах в футболке с чужой фамилией.
В начале 2004 года перешёл в ФК «Оболонь». Летом 2004 года перешёл в ФК «Ротор».

## Достижения
- Победитель Первого дивизиона ПФЛ: 2000 (выход в высший дивизион).

## Семья
Разведён. Бывшая жена Валерия — гражданка России. Их общий сын Максим (р. 2003) с 2014 года является игроком академии «ПСЖ». Заниматься футболом начал в Украине в команде «Едность» Оболонь. Затем вместе с матерью уехал в Москву, где стал тренироватьсяя в школе «Спартака». Зимой 2017 года был вызван в юношескую сборную России для игроков 2003 г.р.